# Kurtluca
Kurtluca ist ein Dorf im Landkreis Denizli der gleichnamigen türkischen Provinz. Kurtluca liegt etwa 31 km nordöstlich der Provinzhauptstadt Denizli. Kurtluca hatte laut der letzten Volkszählung 988 Einwohner (Stand Ende Dezember 2010).